# Жёлтый цвет
Жёлтый — цвет, ощущение которого возникает при одновременном возбуждении колбочек L и M-типа. Является дополнительным цветом к синему в RGB или дополнительным к фиолетовому в художественной практике и системе RYB. Однако в древности, из-за несовершенства имевшихся пигментов, его рассматривали как дополнительный к пурпурному. Монохроматический жёлтый цвет лежит в пределах 550−590 нм.
Один из стандартизованных оттенков жёлтого цвета является компонентом системы CMYK. Его шестнадцатеричное обозначение в системе RGB — #ffff00.

## Природные эталоны и образцы жёлтого цвета

### Спектральные источники
- Двойная жёлтая линия эмиссионного спектра ионов натрия D1 (589,59 нм) и D2 (588,99 нм).
- Двойная линия эмиссионного спектра ионов ртути λ1 (577,0 нм), λ2 (579,1 нм).

### Органические вещества жёлтого цвета
- Жёлтый цвет цветкам одуванчика, горечавки, лютика, подсолнуха и т. д. придают каротиноиды: флавоксантин[англ.], тараксантин и лютеин.
- Жёлтый цвет осенним листьям и зёрнам придают лютеин и ксантофилл, участвующий в фотосинтезе наряду с зелёным хлорофиллом.
- Жёлтый цвет яичному желтку придаёт тот же ксантофилл, а также оранжевые каротиноиды. Они содержатся в зёрнах растений, поедаемых птицей.
- Цвет мочи здоровых животных определяется органическим пигментом — билирубином, который образуется из гемоглобина.
- При гепатите печень не в состоянии перерабатывать билирубин. Большое количество билирубина накапливается в крови, из-за чего кожа и белки глаз желтеют. Этот симптом называют желтухой.
- Желчь имеет жёлтый цвет, поэтому в средние века лекарства из растений жёлтого цвета давали при заболеваниях печени. Некоторые из них вошли в научную медицину в той же роли (одуванчик, горечавка жёлтая).

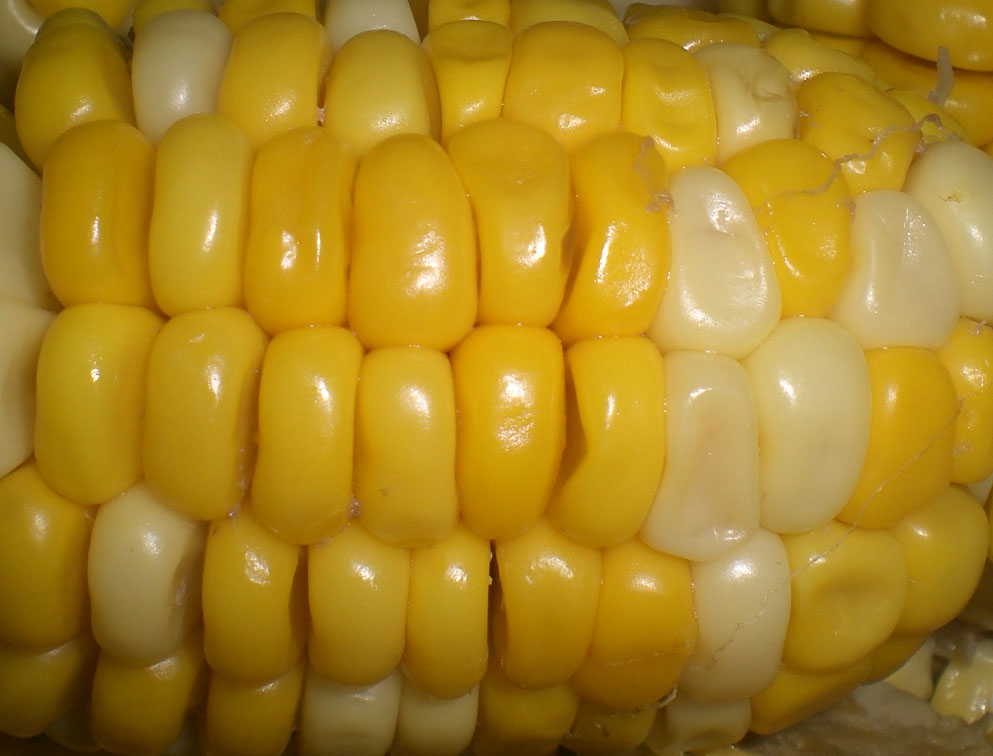
Кукуруза
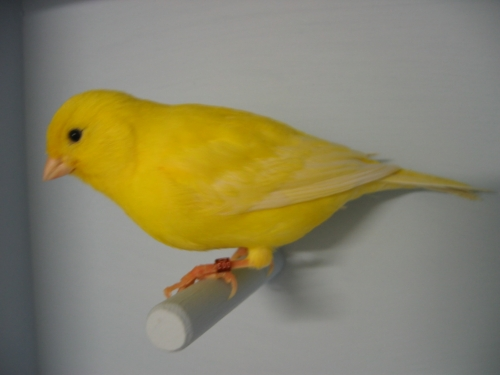
Канарейка
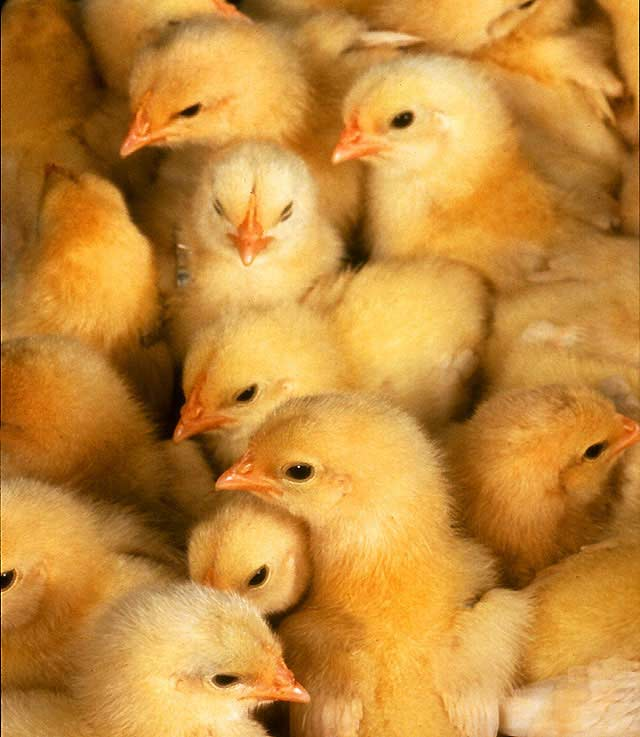
Цыплята
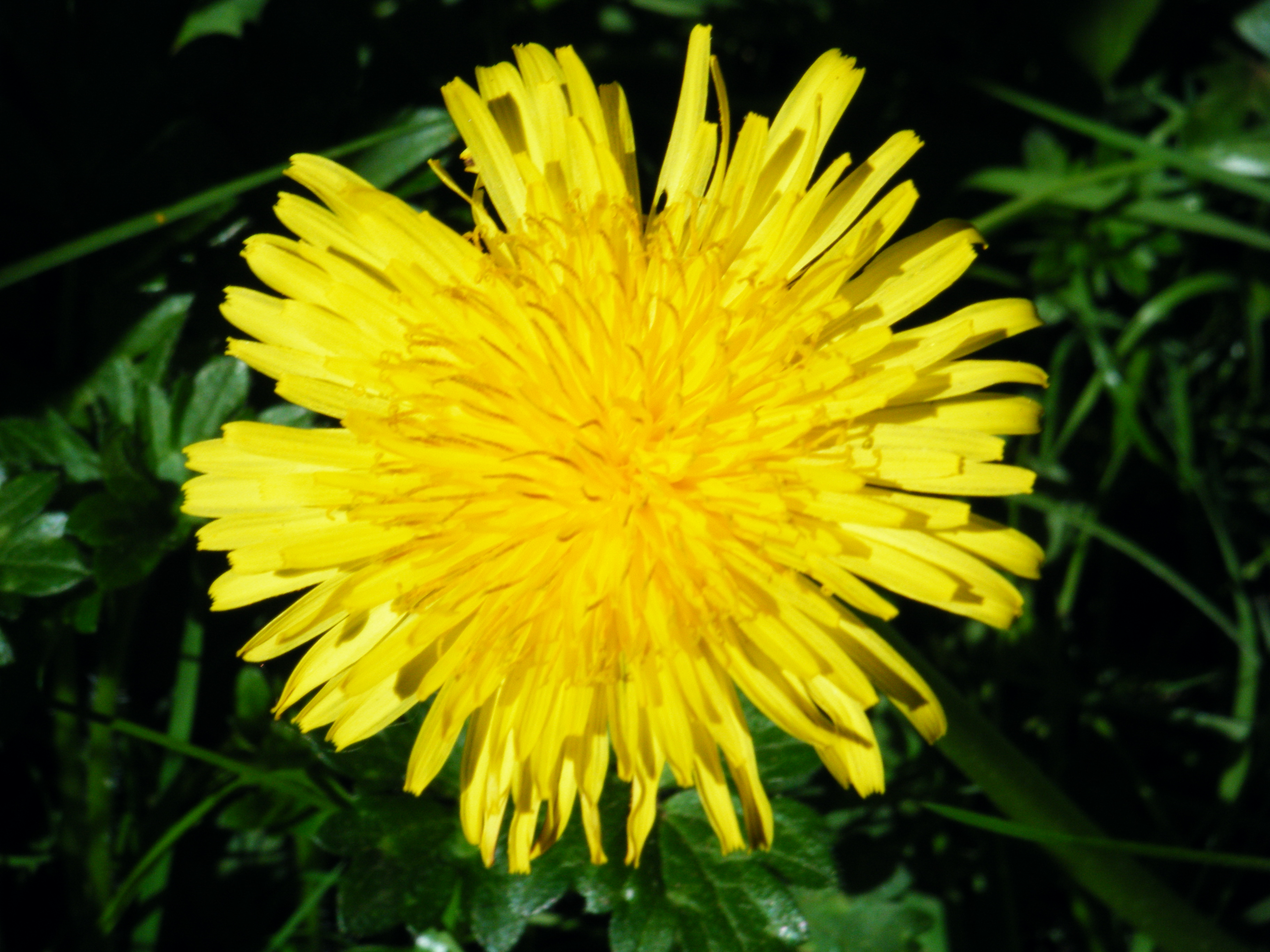
Одуванчик
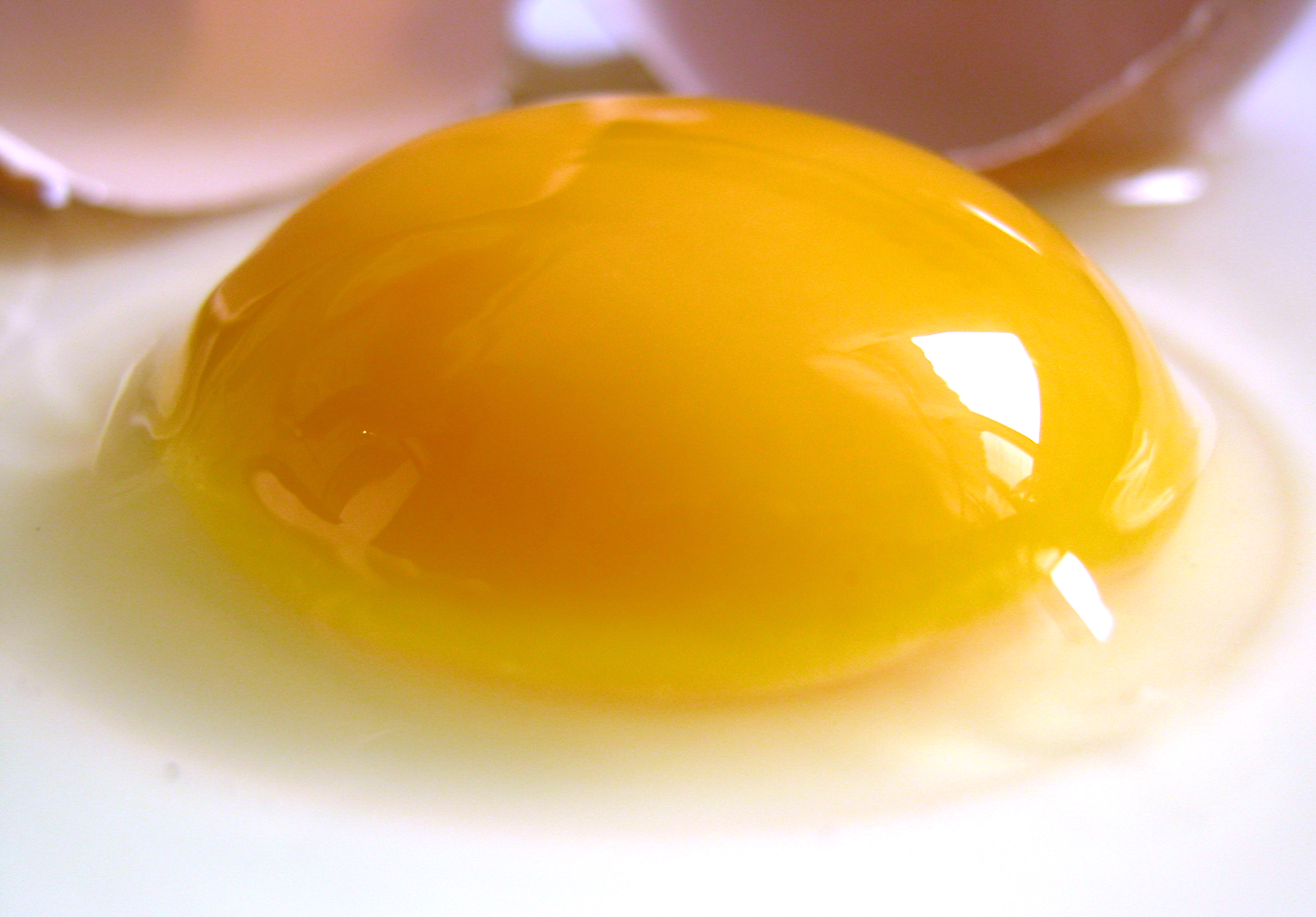
Желток
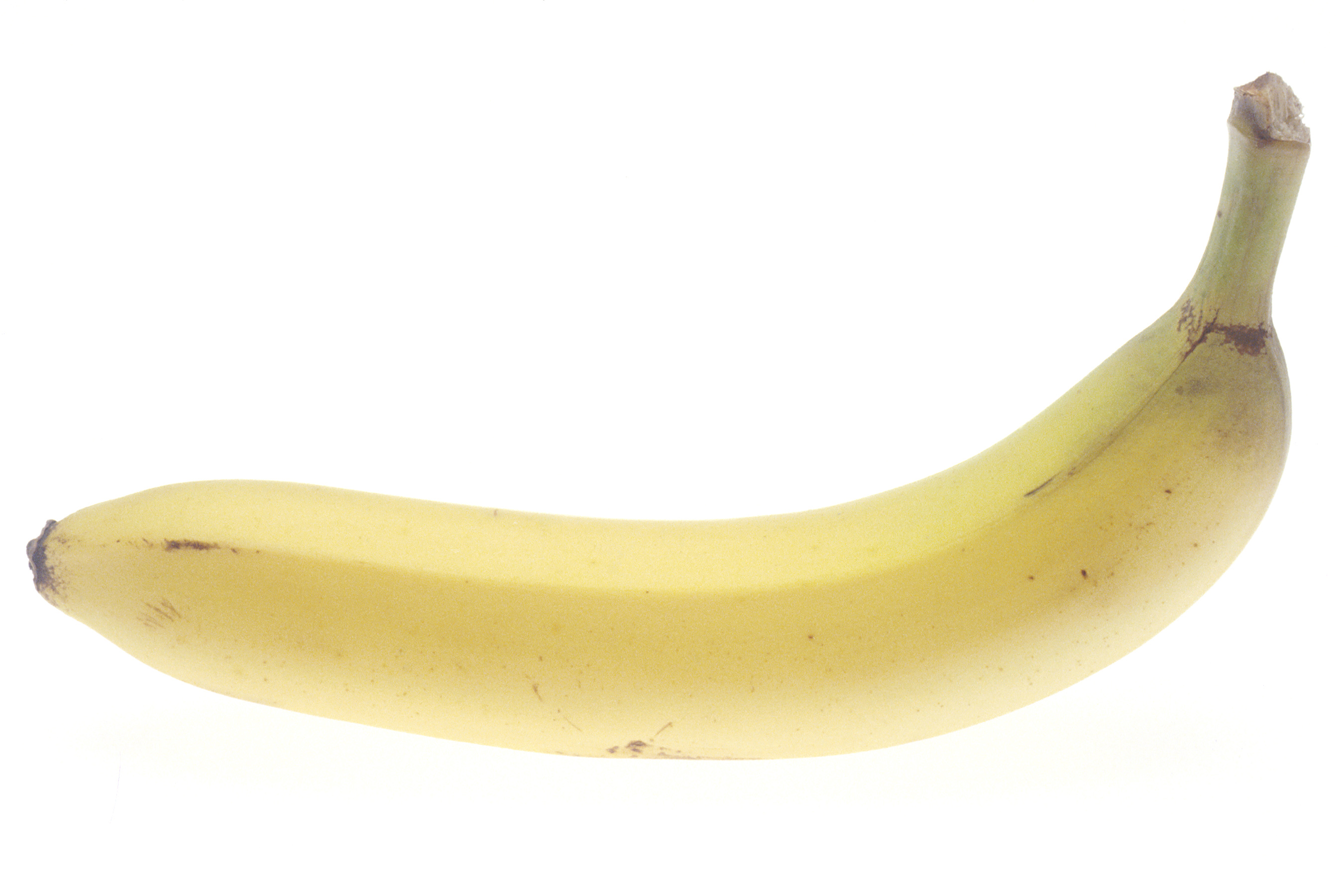
Банан
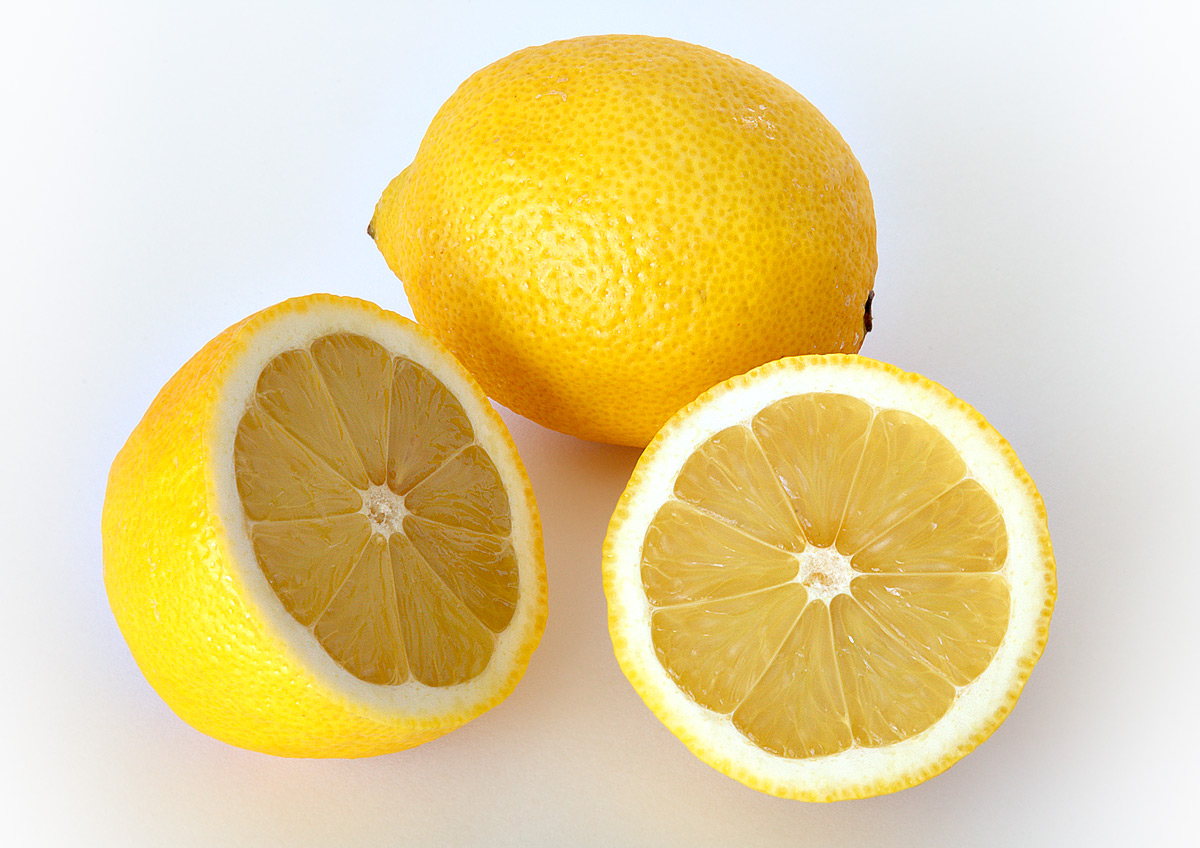
Лимон

### Жёлтые неорганическиепигменты
- Кадмий жёлтый (кадмиевый жёлтый) — сульфид кадмия
- Хромовый жёлтый
- Жёлтая охра и жёлтый песок обязаны своим цветом ионам трёхвалентного железа.

## Психология
Самый лёгкий и яркий цвет в спектре. Психологи называют жёлтый тонизирующим и «ободряющим» цветом, который стимулирующе воздействует на умственную жизнь человека.
В Российской империи до 1917 года в этот цвет выкрашивали государственные здания. «Жёлтым домом» в целом называли психиатрические больницы (например, «Горе от ума» А. С. Грибоедова, Явление 16: «Загорецкий: „Схватили, в жёлтый дом, и на цепь посадили“».

## Оттенки
В русском языке для обозначения цветов, в которых в различной степени присутствует жёлтый оттенок используются сложные слова с первой составной частью изжелта-:223, жёлто-, желтовато-. Например, изжелта-зелёный, желтовато-красный:110.
А также использовали такие названия оттенков жёлтого:
- Абрикосовый — желтовато-соломенный, оранжевато-бледно-жёлтый, цвет абрикоса.
- Аврорный — от имени Авроры — богини утренней зари в римской мифологии. Светлый оранжево-розовый или жёлтый с красноватым отливом.
- Алебастровый (алавастровый) — бледно-жёлтый с матовым оттенком. Чаще этот цвет употребляют, когда говорят о цвете лица.
- Блондовый — светлый, с золотисто-желтоватым отливом (отсюда появилось название светловолосых женщин — блондинка). Блонды — кружева золотистого цвета из шёлка-сырца, особенно популярные в первой половине XIX века, очень дорогие, использовались для отделки женских платьев, чепцов, шляпок.
- Бронзовый — золотисто-коричневый, тёмно-жёлтый с блеском, цвет бронзы и загара.
- Верблюжьей шерсти — буровато-жёлтый.
- Вердепешевый — жёлтый или розовый оттенок зелёного.
- Восковой — бледно-жёлтый. Обычно о цвете лица.
- Вощаный — цвет воска, от жёлто-серого до янтарно-жёлтого.
- Гороховый — серо-, зеленовато- или грязно-жёлтый. Во второй половине XIX века фразеологизмы «гороховая шинель» или «гороховое пальто» воспринимались как знак причастности к сыскному отделению, стали символом осведомителя.
- Жирафовый — жёлто-коричневый.
- Златозарный — ярко-блестящий.
- Золотой — жёлтый с блеском, цвета золота. Основной цвет в иконописи.
- Изабелловый — бледно-соломенный, обычно относится к масти лошадей — светловолосой; изжелта — белесоватой при белом хвосте и гриве.
- Изжелта — желтистый, с добавкой другого цвета.
- «Кардинал на соломе» — сочетание жёлтого и красного (с этими цветами французская аристократия протестовала по поводу заключения в Бастилию кардинала де Роган в связи с делом об «ожерелье королевы»).
- Кремовый — светлый жёлтовато-бежевый.
- Лавальер — желтовато-светло-коричневый.
- Лаймовый — насыщенный жёлтовато-зелёный, тёмный салатовый, цвет лайма.
- Лани — желтовато-коричневый.
- Нефритовый — насыщенный золотисто-жёлтый, как цвет некоторых сортов чая.
- Оливковый — тёмный жёлтовато-зелёный, цвета оливок.
- Опаловый — молочно-белый, матово-белый с желтизной или голубизной.
- Отборный жёлтый — тёмно-желтый, цвет противотуманных фар автомобилей.
- Палевый — бледно-жёлтый, розовато-бежевый оттенок жёлтого или соломенный цвет разных оттенков (от фр. paille — «солома». Согласно Далю, палевый — соломенного цвета, бледно-желтоватый. Бело-желтоватый, изжелта-белый; жёлто-белёсоватый; о лошадях: соловый и изабелловый; о собаках: половый; о голубях: глинистый. Карамзин воспевал палевые сливки[4]).
- Песочный цвет — иссера-бледно-желтоватый.
- Плавый — изжелта-беловатый, бело-жёлтый, соломенного цвета (от «плавить хлеб»).
- Плерезы — белые траурные нашивки на чёрном платье.
- «Последний вздох жако» — жёлто-рыжий. Возможно, потому, что перед смертью глаза попугая жако желтеют.
- Прожелть — примесь жёлтого, желтизны. Зелёный с прожелтью.
- Сомо — от французского «лосось», «сёмга»: светлый розово-жёлтый, телесный — розовато-жёлтый.
- Табачный — жёлто-коричневый.
- Тармалама — очень плотная толстая шёлковая ткань золотистого цвета, одна из самых дорогих привозных восточных тканей. Использовалась при пошиве халатов.
- Светлый и яркий хаки — соответствующие желтоватые вариации зелёно-коричневого.

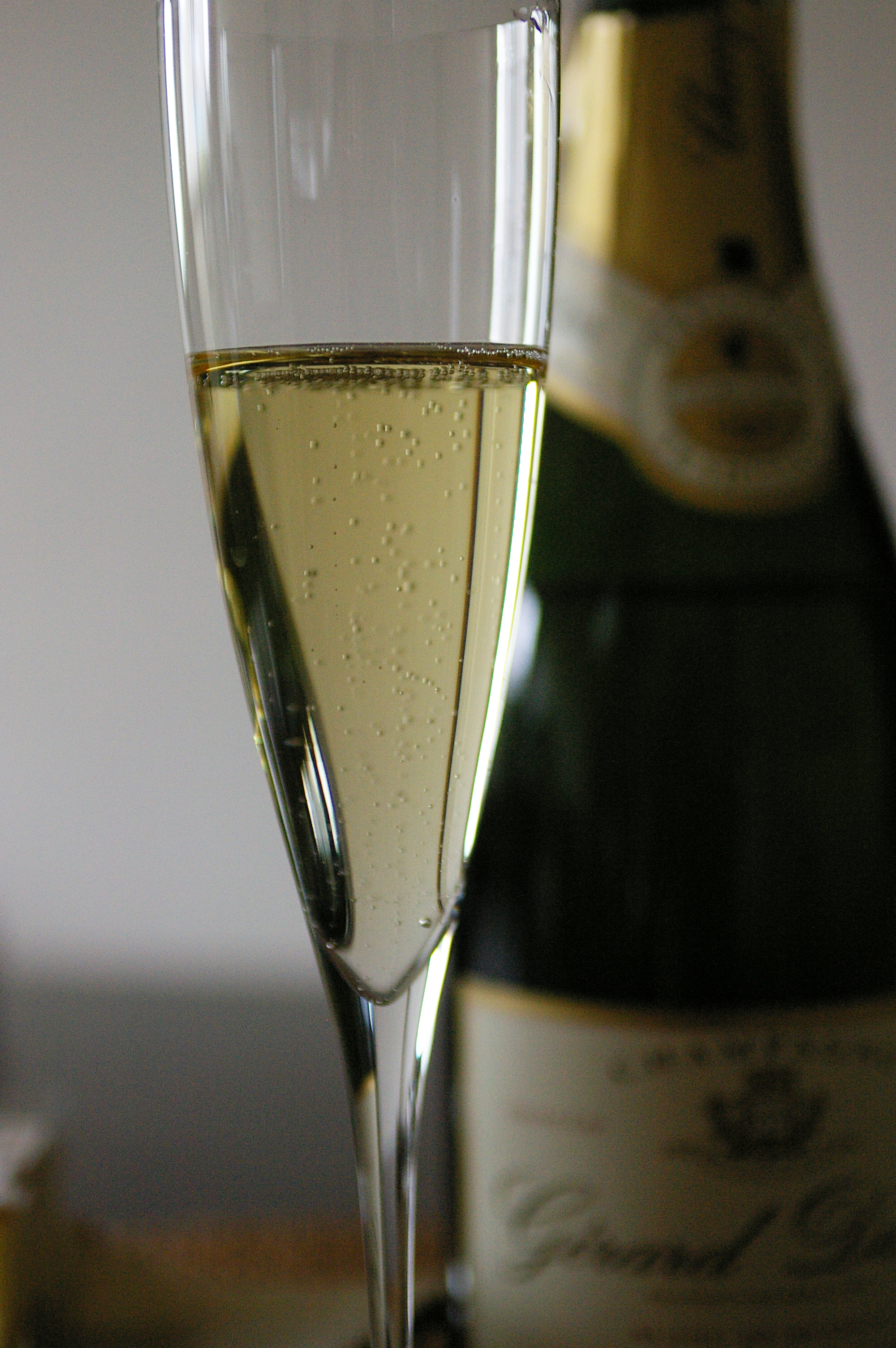
Шампанское

- Шампань — бледно-розово-жёлтый, цвета шампанского.
- Шартрез — жёлто-зелёный.
- Экрю — бледно-серо-жёлтый или светло-серо-жёлто-коричневый, цвет неотбелённого шёлка или льна.
- Юфтевый — желтовато-светло-коричневый.
- Янтарный — тёмный, насыщенный оранжево-жёлтый, цвет природного янтаря.

## Сигнальные цвета в промышленности
Жёлтый свет имеет минимальное рассеивание в атмосфере, поэтому используется как сигнальный, предупреждающий цвет; часто в сочетании с чёрными косыми полосами — для повышения визуальной контрастности.
Жёлтым цветом маркируют баллоны газов, используя его для:
- указания названий газов азот, бутилен, углекислота;
- окраски баллонов для аммиака;
- нанесения полосы сернистого ангидрида, фреона-22.

## В культуре, искусстве и этнографии
Как и любой другой цвет, в различных культурах жёлтый имеет как положительные, так и отрицательные коннотации. Он символизирует живой мир, солнечный свет и солнце (Китай, Индия, Древний Египет и Египет арабо-мусульманского периода), золото, которое не меняется со временем, — на этот металл было перенесено значение цвета, и жёлтый и золотой были объединены. В исламе жёлтый — цвет первой жертвы. В Древнем Китае ассоциировался с богами, земной властью, славой, женского начала. Золотисто-жёлтый цвет стал цветом императора и его семьи, кровли императорских резиденций красились в этот цвет, а использование простолюдинами жёлтого (и золотого) считалось преступлением и каралось смертной казнью.
В то же время его считали цветом продажности и измены, связывали с предательством Иуды, старостью (цвет старческой кожи), душевными болезнями (жёлтый дом), нечестностью, обманом (жёлтая пресса). Также он связывается с предупреждением и предостережением (жёлтая карточка в футболе).

### Мифология и поверья
Чуваши полагают, что от желтухи хорошо помогают перья иволги (чув. Сар кайӑк — Жёлтая птица). В лесу разыскивают её гнездо, выбирают жёлтые перья, замачивают в воде, после чего этой водой моют тело больного.

### Связи с Китаем и Востоком
- В Китае жёлтый цвет символизировал одновременно жизнь и смерть. Обитель мёртвых называли «Жёлтыми ключами», но жёлтый журавль был аллегорией бессмертия[9].
- Жёлтый цвет символизировал Китай и китайского императора. Китайские простолюдины в прошлом не имели права одеваться в жёлтое, поскольку это был цвет правящей династии.
- Графитовые карандаши красят в жёлтый цвет. Этот обычай связан с тем, что лучший графит был в Китае, и прошлом в жёлтый цвет красили только китайские карандаши. По другой версии, чешская фабрика Кохинор, начавшая массовое производство карандашей, использовала для их покраски цвета имперского флага Австрии — чёрный и золотисто-желтый.
- Жёлтой расой («желтолицыми») называют монголоидную расу, особенно тех её представителей, которые произошли из Азии, см. также Жёлтая опасность.
- Жёлтое море — названо так потому, что впадающая в него река Хуанхэ приносит много взвешенного материала, замутняя воду.
- «Жёлтая вера» (монг. шарын шашин)[10] — наиболее распространённое в монголоязычном мире обозначение буддийской тибетской школы Гелуг, прижившееся в Европе в форме «желтошапочники». Оба варианта обязаны своим происхождением цвету одеяния монахов этой школы. Словосочетание «жёлтая вера» часто применялось и в качестве синонима буддизма в целом.

### Литературные ассоциации
В русской поэзии XVIII—XIX веков для обозначения жёлтого цвета, как правило, используется эпитет «золотой» («золотые поля», «золотые лучи солнца», «золотые волосы»). В прозе, начиная со второй половины XIX века, названия жёлтого цвета используются в прямом значении и вместе с тем связываются с негативными коннотациями болезней (пожелтевшее лицо) и насилия (окраска административных зданий в Санкт-Петербурге и других городах).
| писатель            | жёлтый | золотой |
| М. В. Ломоносов     | 4,6    | 13,5    |
| В. К. Тредиаковский | 1,8    | 23,6    |
| А. П. Сумароков     | 4,8    | 26,3    |
| Г. Р. Державин      | 2,5    | 17,5    |
| В. В. Капнист       | 4,2    | 29,6    |
| А. С. Пушкин        | 4,3    | 16,3    |
| М. Ю. Лермонтов     | 3,5    | 10,1    |
| Ф. И. Тютчев        | 2,4    | 22,5    |
| Н. В. Гоголь        | 5,0    | 10,6    |
| Л. Н. Толстой       | 7,9    | 1,7     |
| Ф. М. Достоевский   | 10,6   | 2,5     |
| ------------------- | ------ | ------- |

- Александр Блок в написании слова «жёлтый» различал «желтый» и «жолтый», требуя неукоснительного соблюдения этого различия прямыми указаниями в рукописях и корректурных оттисках[12]:

Так, например, в понятие «жолтый» А. Блок, как видно из его дневников и писем, вкладывал особый идейно-психологический смысл («жолтый» — как синоним душевной сытости, мещанского самодовольства, всяческого хамства) — в отличие от слова «жёлтый», служившего просто обозначением цвета.

Примером может служить стихотворение «Фабрика» («В соседнем доме окна жолты»).
- В памфлете Максима Горького «Город Жёлтого Дьявола» Нью-Йорк изображается городом, жизнь которого подчинена погоне за деньгами.
- В рассказе Тэффи «Жизнь и воротник» жёлтый бантик на воротнике блузки превратил порядочную женщину в легкомысленную расточительницу и бессовестную обманщицу.
- В романе М. Булгакова «Мастер и Маргарита» Маргарита была с жёлтыми (как символ будущих испытаний) мимозами при встрече с Мастером: «Она несла в руках отвратительные, тревожные жёлтые цветы. Чёрт их знает, как их зовут, но они первые почему-то появляются в Москве. И эти цветы очень отчётливо выделялись на чёрном её весеннем пальто. Она несла жёлтые цветы! Нехороший цвет. Она повернула с Тверской в переулок и тут обернулась. Ну, Тверскую вы знаете? По Тверской шли тысячи людей, но я вам ручаюсь, что увидела она меня одного и поглядела не то что тревожно, а даже как будто болезненно. И меня поразила не столько её красота, сколько необыкновенное, никем не виданное одиночество в глазах! Повинуясь этому жёлтому знаку, я тоже свернул в переулок и пошёл по её следам…»

### В православии
Жёлтый цвет — синоним и образ золота в русской иконе. Означает тепло и любовь, символ Божественного сияния, самого Бога. Это и цвет, и свет одновременно, образ света и символ света. Вторая ипостась Пресвятой Троицы — Сын Божий, Царь мира, Которому на иконах соответствует золотой (жёлтый) цвет. Жёлтый — цвет святителей — епископов и архиереев, угодивших Богу своею праведной жизнью. К ним относятся: Николай Мир Ликийский (празднование 22 мая по новому стилю и 19 декабря), Спиридон Тримифунтский (25 декабря), великий русский подвижник Тихон Задонский (26 августа) и многие другие. Золото вообще в христианской символике занимает особое место: золото принесли волхвы родившемуся Спасителю, ковчег Завета древнего Израиля был украшен золотом. Спасение и преображение человеческой души также сравнивается с золотом, переплавленным и очищенным в горниле. Золото как самый дорогой металл на земле служит выражением наиболее ценного и в мире духовном.

### Культурные ассоциации
- Песня «Листья жёлтые над городом кружатся» Раймонда Паулса на стихи Шаферана и Петерса[15].
- Песня и мультфильм «Yellow submarine» (жёлтая подводная лодка) группы «The Beatles».
- Песня Yellow River («Жёлтая река») британской поп-группы Christie стала крупнейшим и единственным международным хитом группы, заняв на непродолжительное время первое место в британском чарте синглов, второе — в Германии, 23-ю позицию в горячей сотне «Биллборда».
- Песня «Yellow» группы «Coldplay».

#### Связь с грехом, предательством и остракизмом
- В средневековой Испании в жёлтое одевали сжигаемых на костре еретиков.
- Иуду Искариота изображали в жёлтом плаще.
- Жёлтый флаг на корабле (Yellow Jack) означает, что корабль находится на карантине.
- В английском языке жёлтый цвет ассоциируется с трусостью. В арабском «жёлтая улыбка» — неискренняя улыбка. Во французском языке «жёлтый смех» (rire jaune) — искусственный смех.
- Указом Николая I, узаконившим в дореволюционной России проституцию и публичные дома, проституткам вменялось в обязанность иметь специальный «жёлтый билет», в котором, в частности, подробно описывалось состояние их здоровья.
- В. И. Ленин презрительно назвал II Интернационал «жёлтым» по аналогии с «жёлтыми билетами» проституток. При этом Социнтерн как правопреемник II Интернационала действительно и не без гордости использует жёлтый цвет как официальный, считая, что это цвет знамени тех, кто работает не за страх, а за совесть.

### Призыв к осторожности
- Жёлтый сигнал светофора означает, что запрещено начинать движение по перекрёстку, но можно продолжать уже начатое движение (впрочем, в некоторых странах светофоры вместо жёлтого имеют оранжевый фонарь).
- На железнодорожном светофоре. Жёлтый сигнал разрешает проследовать со скоростью не более 60 км/ч, при этом следующий светофор «закрыт». А также 2 жёлтых сигнала означает следовать на боковой путь со скоростью не более 60 км/ч.
- На дорогах некоторых стран, включая Россию, встречается мигающий жёлтый сигнал, означающий общий призыв к осторожности.
- В автомобильных гонках жёлтый флаг тоже означает призыв к осторожности. В частности, жёлтый флаг запрещает обгон.
- Жёлтая карточка в футболе означает предупреждение, в отличие от красной карточки, означающей немедленное удаление с поля. Жёлтая карточка используется и в других видах спорта. В регби она означает удаление на 10 минут.
- Жёлтый цвет используют в маркировке для слабовидящих: им окрашивают блоки Брайля, бордюры, ступени, жёлтые круги наносят на стеклянные двери.
- В России вре́менные дорожные знаки, а также таблички «объезд» имеют жёлтый фон.

### Ввексиллологии
- Жёлтый цвет на государственном флаге Украины по наиболее распространённой трактовке символизирует пшеничные поля[16][17].
- Жёлтый цвет на государственном флаге Мозамбика символизирует богатство недр страны.

### Прочее о жёлтом цвете

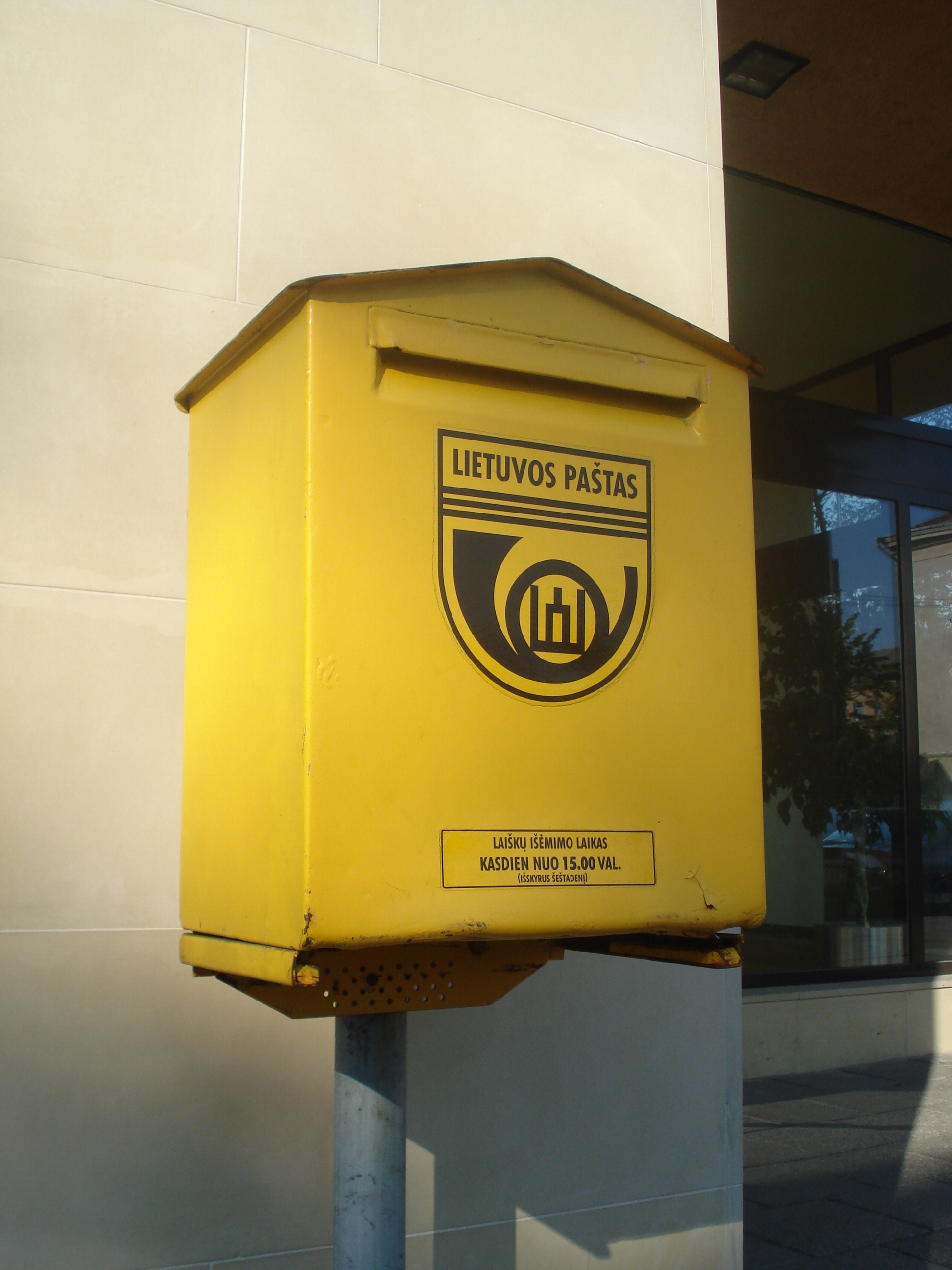
Почтовый ящик в Вильнюсе

- «Жёлтый цвет» — одно из названий растения Девясил (Inula).
- Жёлтой прессой называется низкопробная пресса, гонящаяся за сенсациями (часто дутыми или вымышленными) и сплетнями. Этот термин происходит от комикса «Жёлтый ребёнок» (The Yellow Kid), печатавшегося в 1894—1898 годах в газетах Нью-Йорк Уорлд (New York World), издаваемой Джозефом Пулитцером, и Нью-Йорк Джорнал Америкэн. Обе газеты, кроме печатания комикса, были известны тем, что сообщали об убийствах, несчастных случаях на пожарах и т. п. с целью развлечь своих читателей. Кроме того, они начали между собой полемику из-за авторства на комикс. Третья газета назвала их полемику жёлтой прессой, и выражение стало крылатым. По другой версии, название пошло от оттенка низкокачественной дешёвой бумаги, на которой печатались низкопробные издания.
- Жёлтые страницы — раздел телефонного справочника, содержащий телефоны деловых организаций и учреждений, отсортированных по категориям. В бумажных справочниках этот раздел печатается на бумаге жёлтого цвета.
- Такси в Нью-Йорке и в некоторых других местах, школьные автобусы в Канаде и США и некоторые автобусы в Великобритании красят в жёлтый цвет.
- Жёлтым цветом выкрашены почтовые ящики на Украине, в Литве, Хорватии, Германии, Франции.
- Долгое время в Нидерландах жёлтый был цветом общественного транспорта. В него красили автобусы, трамваи и пассажирские поезда.
- Жёлтый чемодан — символ ежегодного фестиваля Kazantip.
- Неопытного человека называют желторотым, потому что у многих птиц клюв птенцов жёлтый.
- Жёлтый цвет иногда символизирует счастье и покой.
- Жёлтый дом — разговорный термин, означающий психиатрическую лечебницу. Стены в психиатрических лечебницах часто красили в жёлтый цвет. Считалось, что это действует успокаивающе на пациентов.
- Жёлтым металлом часто называют золото. Фасмер указывает, что слово «золото» произошло от слов, обозначающих цвет[18].
- Некоторые сборники документов называются жёлтыми книгами.
- В настоящее время во всем мире признаны смайлы жёлтого цвета.
- В инкской узелковой письменности кипу жёлтый цвет обозначал золото (например, военная добыча, состоявшая из золота весом во столько-то единиц измерения[19]; однако какие именно единицы использовались из инкской системы мер и весов — неизвестно), а также кукурузу (при наличии вставленного в главный шнур маленького кукурузного початка, имевшего значение ключа для прочтения кипу). Например, жёлтая нить означала кукурузу, и если к ней была привязана синяя нить (определённая провинция) с тем или иным числом узелков, то это говорило о том или ином урожае в этой провинции. На нитях археологических кипу встречается реже всего.
- Жёлтенький билет — бытовое название русских бумажных денежных знаков, достоинством в 1 рубль, имевших светло-коричневый цвет. Жёлтый билет — свидетельство на проживание, выдававшееся проститутке взамен паспорта.
- Корпус Синестро из комиксов DC использует Жёлтые Кольца Силы.

### Астрономия
- Жёлтый карлик
- Жёлтый гигант

## В государственной символике

### Россия
В государственной символике России жёлтый цвет, как и в иконописи, заменял золотой. Его использовали в гербе: двуглавый орел был золотым, а также короны и скипетр. Стяги с золотым львом на красном поле сопровождали великих князей Владимирских. В определённые эпохи золотым был фон герба России (как, например, в эпоху Ивана Грозного). Затем сам орел становится золотым и изображается на белом фоне.
В царствование императора Александра II председателем геральдической палаты Российской империи бароном Кене внимание государя было обращено на то, что цвета государственного флага России не совпадают с цветами герба (что шло вразрез с правилами геральдики). И Указом Александра II от 11 июня 1858 года был введён чёрно-золотой-белый «флаг гербовых цветов»: «Описание Высочайше утверждённого рисунка расположения гербовых цветов Империи на знаменах, флагах и других предметах, употребляемых для украшений при торжественных случаях. Расположение сих цветов горизонтальное, верхняя полоса чёрная, средняя жёлтая (или золотая), а нижняя белая (или серебряная). Первые полосы соответствуют чёрному государственному орлу в жёлтом поле, и кокарда из сих двух цветов была основана императором Павлом I, между тем как знамёна и другие украшения из сих цветов употреблялись уже во времена царствования императрицы Анны Иоанновны. Нижняя полоса белая или серебряная соответствует кокарде Петра Великого и императрицы Екатерины II; император же Александр I, после взятия Парижа в 1814 году, соединил правильную гербовую кокарду с древней Петра Великого, которая соответствует белому или серебряному всаднику (Св. Георгию) в московском гербе».